# Jaroslav Kocian

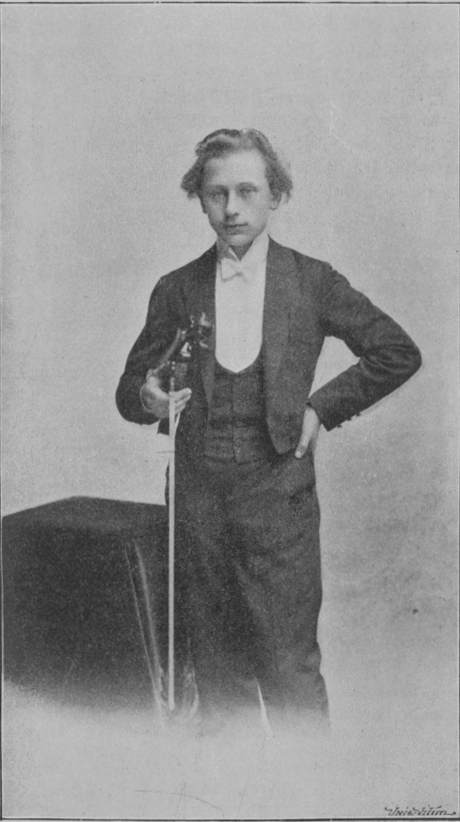
Jaroslav Kocian (1901)

Jaroslav Kocian (* 22. Februar 1883 in Wildenschwert, Böhmen; † 8. März 1950 in Prag) war ein tschechischer Violinpädagoge und Komponist.

## Leben
Jaroslav Kocian erhielt die ersten Grundkenntnisse des Violinspiels von seinem Vater, dem Violinpädagogen Julius Kocian. Weiterführende Studien machte er von 1896 bis 1901 am Prager Konservatorium, bei Otakar Ševčík (Violine) und Antonín Dvořák (Komposition).  1907 erhielt er für zwei Jahre eine Professur am Konservatorium von Odessa und wurde Primarius des örtlichen Streichquartetts. Er stellte höchste Ansprüche an die Pianisten, die seine Kammermusikpartner waren, war er doch selber ein ausgezeichneter Pianist.
Nach der mehr als zwei Jahrzehnte andauernden erfolgreichen Laufbahn als international tätiger Violinvirtuose in ganz Europa und den USA, erhielt er 1921 die Stelle des Assistenten Ševčíks in Prag. 1924 erhielt er eine Professur an der Meisterschule des Konservatoriums, an der er bis 1943 unterrichtete. Zwischenzeitlich, in den Jahren 1939 und 1940 war er Rektor des Konservatoriums.
Seine Heimatstadt Ústí nad Orlicí, verlieh ihm den Ehrenbürgertitel und seit 1959 findet dort, alljährlich ein nach ihm benannter Wettbewerb für junge Violinisten statt.

## Werk
Zahlreiche seiner Werke wurden von seinem Schüler Josef Suk aufgeführt und auf Tonträger eingespielt. Nur relativ wenige seinen in Handschriften überlieferten Kompositionen für Violine und Klavier wurde bislang verlegt. Außer diesen Werken schuf Kocian zahlreiche Lieder und Gesänge, auch bearbeitete er Werke anderer Komponisten für Violine und Klavier, wie beispielsweise Dvořáks (Walzer op. 54) und Josef Suks (Liebeslied). Gemeinsam mit seinem Vater veröffentlichte Kocian eine Violinschule für Anfänger Počátky hry na housle.